# Hydromedusa maximiliani
Hydromedusa maximiliani là một loài rùa trong họ Chelidae. Loài này được Mikan mô tả khoa học đầu tiên năm 1820.

## Hình ảnh

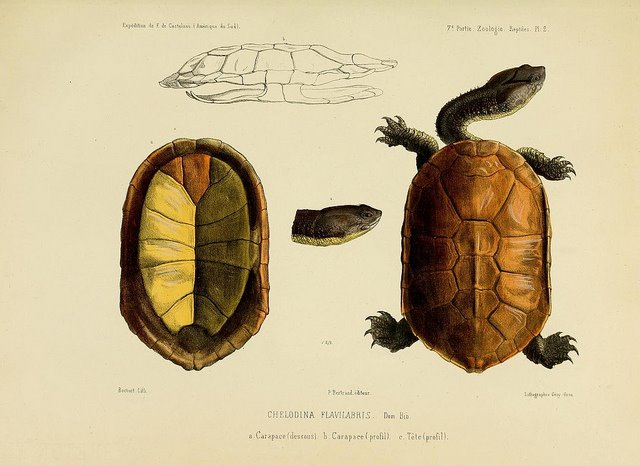